# Église réformée Sainte-Claire de Vevey
L’église réformée Sainte-Claire de Vevey a fait partie, au Moyen Âge, d'un couvent catholique de clarisses ou colettines, avant de devenir temple protestant en 1536. Elle se trouve à la rue Sainte-Claire à Vevey, dans le canton de Vaud.
Un orgue Goll de 1898, modernisation d'un orgue Scherrer, est installé dans l'église. Restauré en 2016 et 2020, l'instrument est mis en lumière par sa publication dans un calendrier spécialisé en 2023.

## Présentation générale
L'église, classée monument historique en 1900, a obtenu la note de 1 au recensement architectural pour l'intérêt de ses vitraux. Le bâtiment classé comme étant d'importance régionale sur la liste de la protection des biens culturels (1995).

## Historique
Le couvent des clarisses, situé dans l'ancien quartier du Vieux-Mazel, a été fondé en 1422 par le duc Amédée VIII de Savoie et par sainte Colette de Corbie dit aussi Colette Boylet ou Boellet. Colette en fut la première abbesse durant deux ou trois ans, avant de poursuivre sa route et fonder le couvent d'Orbe. L'église de Vevey est construite vers 1425 par un maître Jaquemont, complétée avant 1428 d'une chapelle Saint-Georges et d'une autre, dédiée à saint Antoine de Padoue. En 1534, c'est dans l'une de ces chapelles que les maçons et charpentiers de Vevey fondent la confrérie de Jésus-Marie-Joseph.
Le couvent est sécularisé en 1536 après la conquête du Pays de Vaud par les Bernois, et les nonnes s'enfuient à Evian, où elles trouvent d'abord refuge chez le curé. Par la suite, trois sœurs sont envoyées à Annecy, deux à Chambéry, et, le 26 juin 1550, six religieuses se rendent à Orbe, ville qui était alors encore catholique.
L'église du couvent veveysan est alors transformée en temple protestant et reste propriété des nouvelles autorités bernoises jusqu'à la fin de l'Ancien Régime. À ce titre, l'édifice est longtemps affecté à la fois au culte allemand et au culte français.
D'importants travaux de reconstruction, notamment des parties hautes et des voûtes de la nef ont lieu en 1611-1615, sous la direction de l'architecte bernois Daniel Heintz, l'ouvrage étant exécuté par les maîtres maçons Claude Barbier et Antoine Loup, de Vevey. Les armoiries de Berne, et celle d'Abraham Stürler (1566-1624), Trésorier romand dès 1611, sont peintes au sommet de l'arc du chœur avec le millésime 1613. À cette étape correspondent sans doute aussi les arabesques peintes retrouvées sur les voûtes en 1925.

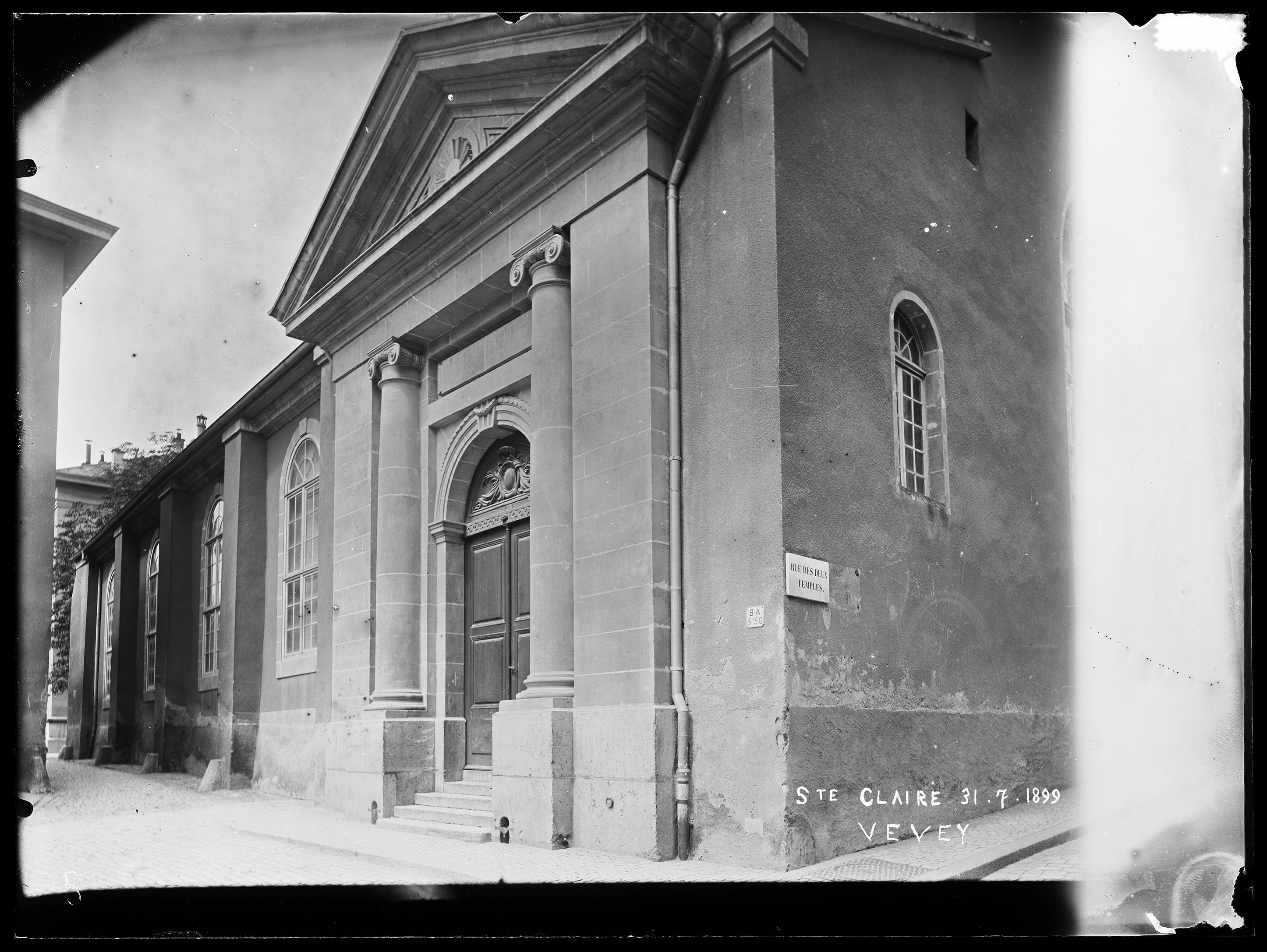
Détail de la façade principale photographiée par Albert Naef le 31 juillet 1899 (Archives cantonales vaudoises).

En 1774, l'édifice est délabré au point qu'il faut y interrompre les services divins. La reconstruction préconisée par l'architecte bernois  Niklaus Sprüngli, appelé comme expert, se révèle trop coûteuse. Ce même architecte établit alors des plans de restauration complète. Ces travaux comprennent non seulement la réfection des murs, l'érection d'un nouveau portail sur la place, mais encore, à l'intérieur, l'établissement systématique de galeries, entraînant la surélévation des charpentes ainsi que des murs des bas-côtés et l'agrandissement de leurs fenêtres, l'exhaussement de 150 à 180 cm des grandes arcades de l'église, le déplacement vers le haut des fenêtres de la nef qui deviennent des œils-de-bœuf, enfin le renouvellement du mobilier (table de communion et chaire, celle-ci sans doute par l'ébéniste veveysan David Schade). Un peu plus tard, en 1778-1779, et cette fois aux frais de la ville de Vevey, on installe un orgue de Samson Scherrer, dont l'allure a été conçue par le peintre veveysan Michel-Vincent Brandoin.
L'église a été restaurée à diverses reprises, en 1885, en 1904, et en 1925 (architecte Adolphe Burnat, époux de Marguerite Burnat-Provins). La dernière campagne, en 1957 (architecte F. Echenard), a malheureusement non seulement supprimé les galeries latérales et celles du chœur, mais simplifié l'aspect des piles et donc fait disparaître une bonne part de ce qui faisait l'originalité et l'équilibre de cet intérieur caractéristique des transformations d'édifices catholiques à trois nefs en temples protestants.

## Orgue
En 1779, un orgue construit par le facteur Samson Scherrer est installé dans l'église Sainte-Claire. L'instrument est modernisé par Friedrich Goll en 1898. Celui-ci conserve le buffet original sculpté par Dominique Martinetti et peint par Michel-Vincent Brandoin et change l'ensemble de la tuyauterie (environ 1300 tuyaux) pour un faire un orgue de style romantique. La transmission de l'orgue est pneumatique. L'orgue reçoit une modification d'ordre esthétique en 1957 lorsqu'une représentation de lyre contenant quelques tuyaux et masquant les claviers et l'organiste aux yeux du public depuis la nef est retirée,.
En 2016, un important relevage est réalisé par le facteur Blumenroeder. De nombreuses peaux des soufflets, certaines très abîmées, sont notamment changées,. À partir de 2020, sous la supervision de Blumenroeder, le sculpteur sur bois Marc Frohn et les doreurs de l'atelier Meyer reconstruisent la lyre,,. Le facteur explique que la principale difficulté de ce chantier a été le travail uniquement sur photographies et documents écrits, aucun vestige de la lyre origine n'ayant été conservé ou retrouvé,.
En 2023, l'orgue Goll de Sainte-Claire est affiché en tête (mois de janvier) dans un calendrier dédié aux plus beaux orgues mondiaux de l'éditeur Bach4you,.